# Spirorbis ascendens
Spirorbis ascendens är en ringmaskart som beskrevs av Levinsen. Spirorbis ascendens ingår i släktet Spirorbis och familjen Serpulidae. Inga underarter finns listade i Catalogue of Life.